# Hartmut Klug

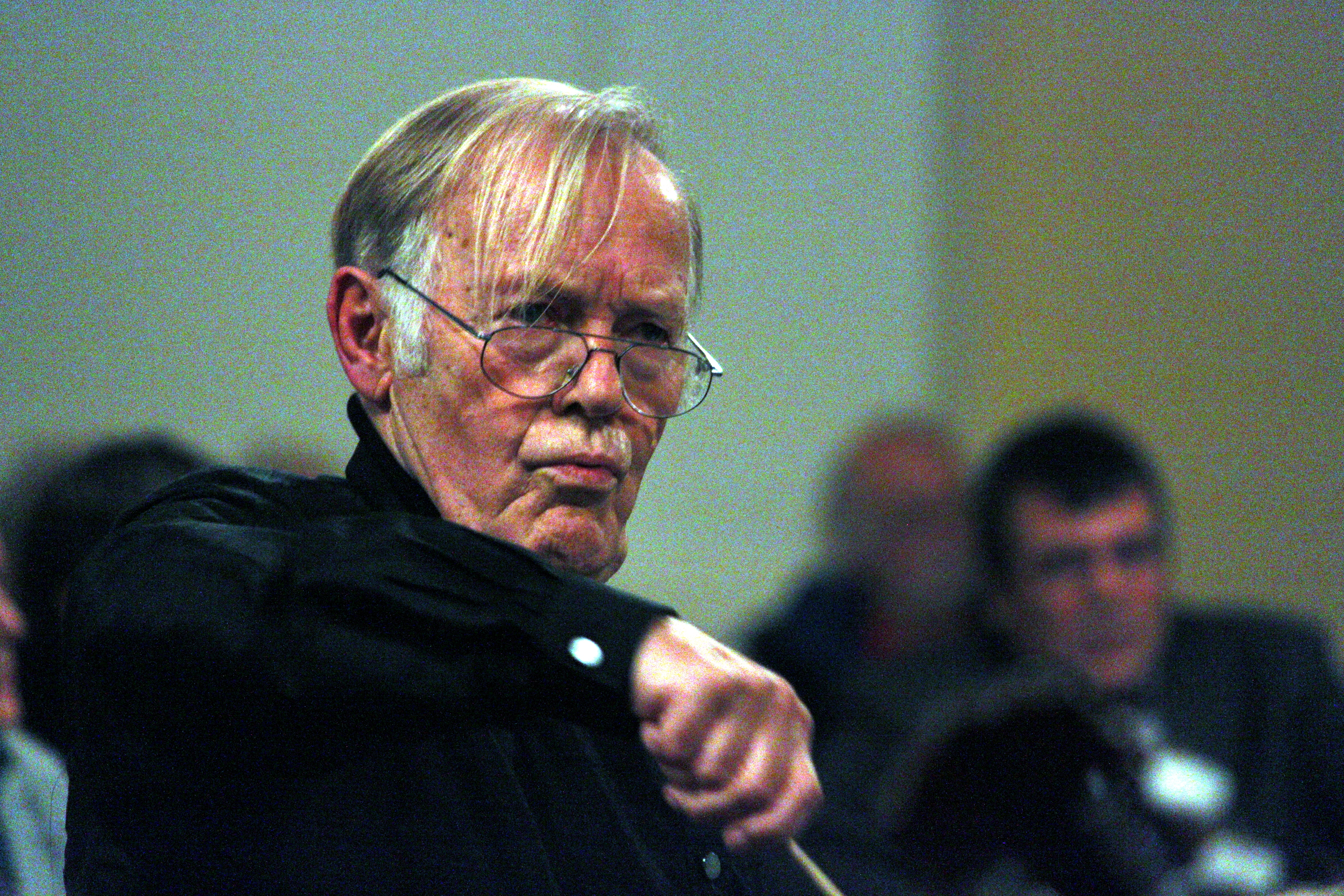
Hartmut Klug (2009)

Hartmut Klug (* 9. September 1928 in Dresden; † 24. Juli 2019) war ein deutscher Komponist, Dirigent und Pianist sowie Hochschullehrer.

## Leben
Hartmut Klug war eines von sieben Kindern des Arztes und Violoncellisten Otto Klug und seiner Mutter Hildegard, Geigerin bei den Dresdener Philharmonikern. Er wurde im Dresdner Stadtteil Kleinzschachwitz geboren und beschäftigte sich von Kindheit an mit Musik und bildender Kunst. Ab dem neunten Lebensjahr besuchte er die Akademie für Musik, Theater und Tanz in Dresden. Im Zweiten Weltkrieg wurde er als 14-Jähriger zur Flugabwehr verpflichtet. Die Luftangriffe auf Dresden, insbesondere im Februar 1945, überlebte die Familie.
Hartmut Klugs Bruder Heinrich Klug (* 1935) ist ebenfalls Musiker. Er war lange Jahre erster Solocellist der Münchner Philharmoniker.

### Studium und Arbeit im Tanz
Klug war einer der ersten, die sich 1946 in der wiedereröffneten Musikhochschule Dresden anmeldeten. 1949 schloss Hartmut Klug sein Studium als Pianist, Komponist und Dirigent für Orchester- und Chor ab. Während des Studiums lernte er die Dresdner Tänzerin,  Ausdruckstänzerin und Tanzpädagogin Gret Palucca kennen, die ihn als Pianisten 1947 bis 1949 mit auf ihre Tournee durch alle Besatzungszonen Deutschlands nahm. 1950 war er freier Mitarbeiter des RIAS Berlin als Komponist, Arrangeur, Repetitor und Aufnahmeassistent. 1951 übernahm er die musikalische Leitung des Folkwang-Tanztheaters Essen unter Kurt Jooss. Tourneen führten ihn durch Deutschland und Westeuropa. Mit Einstellung des Tanztheaters 1953 absolvierte er ein Kurzstudium der Kammermusik und Dirigat am Conservatoire de Paris und schloss mit der Auszeichnung „Premier Prix“ ab. 1954 war er mit dem Tanzpaar Alexander von Swaine–Lisa Czóbel auf Tournee durch Indien, Pakistan, Ceylon, Indonesien, Singapur und Hongkong, später auch durch Syrien, den Libanon und Iran.

### Wirken in Wuppertal
Unter der Ägide von Ballettmeister Erich Walter nahm Klug 1955 eine Stelle an den Wuppertaler Bühnen an. Bis 1969 war er zunächst als Repetitor und Dirigent tätig, dann als Studienleiter und Kapellmeister für Oper und Operette und als Schauspielkomponist. Ab 1968 leitete er die Opernschule des Bergischen Landeskonservatoriums. Das Konservatorium wurde 1972 in die Staatliche Hochschule für Musik Rheinland (Köln) eingegliedert, heute Hochschule für Musik und Tanz Köln. Von 1974 bis zu seiner Pensionierung 1991 war Klug dort als Professor tätig. Bis 1991 stand Klug der Hochschule als Rektor vor.

### Nebentätigkeiten: Zupfmusik und anderes

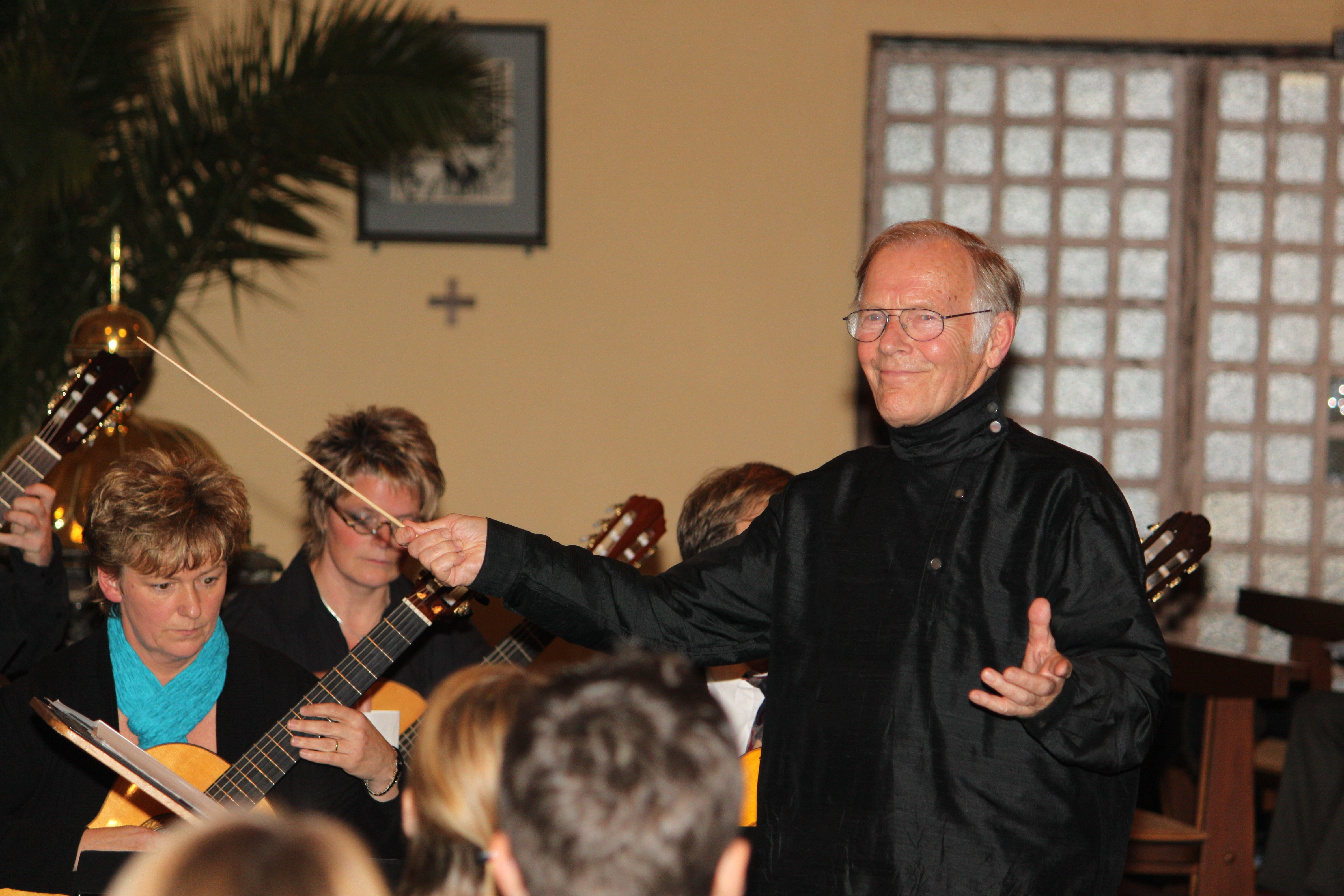
Hartmut Klug dirigiert das Zupforchester Rheinland-Pfalz (2009)

Zu Hartmut Klugs umfangreichen Nebentätigkeiten gehören die Leitung von Jugend-Sinfonieorchestern, Laienorchestern, Zupforchestern, Chören und Kammermusikensembles. Ab 1968 war Klug Leiter des Orchestervereins Solingen, in den 1970er Jahren Leiter des Instrumental-Vereins Wuppertal, eines der ältesten deutschen Laienorchester.
Von Oktober 1968 bis 1991 leitete Klug das traditionsreiche Zupforchester der Mandolinen-Konzertgesellschaft Wuppertal. Zupfmusik war ihm bis dahin weitgehend fremd gewesen, doch er führte schnell ein abwechslungsreiches Repertoire ein. Dazu gehörte auch Neue Musik wie Mauricio Kagels MUSI (Uraufführung 1972 im Kölner Funkhaus). Ebenso veranstaltete Klug mit dem Orchester eine Reihe von Kinderkonzerten („Sitzkissenkonzerte“).
1982 rief Klug die Coesfelder Orchestertage ins Leben, die er bis 2002 leitete, einen Schauplatz zahlreicher Uraufführungen. Von 2000 bis Mitte 2002 leitete er das Hessische Zupforchester (HZO). Von Mitte 1994 bis Mitte 2016 leitete er das Zupforchester Rheinland-Pfalz (ZORP). Beide Orchester sind Auswahlorchester des Bundes deutscher Zupfmusiker. Wegen seiner Verdienste um die Zupfmusik ernannte ihn der Bund deutscher Zupfmusiker 2003 zum Ehrenmitglied.
Über einen Zeitraum von 30 Jahren hielt Klug allgemeinverständliche Vorträge an Volkshochschulen.

## Bildender Künstler: Scherenschnitte und anderes
Schon im Kindergarten entdeckte Hartmut Klug den Scherenschnitt. Er schnitt Motive aus Märchen und der volkstümlichen Kunst. Seit 2002 war er stellvertretender Vorsitzender des Deutschen Scherenschnittvereins. Er war Mitglied der Europäischen Totentanzvereinigung, einer Gemeinschaft von Forschern, Künstlern und Sammlern, die sich mit dem Thema Totentanz beschäftigen. Klugs Scherenschnitte und Zeichnungen waren in zahlreichen Ausstellungen zu sehen.
Hartmut Klug trat als Schnellzeichner vor Publikum auf, unter anderem als Moderator bei den Kinderkonzerten der Münchner Philharmoniker.

## Werke

### Werke der bildenden Kunst
- Paris belauscht, 1961.
- Gezeichnete Notizen (Ausstellungskatalog), 1988.
- Umrisse, 2000.
- klexgeboren, 2002.

Quelle:

### Werke für Zupforchester (Auswahl)
- 7 Balladen aus John Gay's Beggars Opera
- Indische Suite
- Schlag nach bei Bach (Variationen über die „Aria di Giovannini“, BWV 518)
- Concertino für Brummeisen und Zupforchester